# Un super big Homer
Un super big Homer (France) ou Le Gros Homer (Québec) (King-Size Homer) est le 7e épisode de la saison 7 de la série télévisée d'animation Les Simpson.

## Résumé
Une nouvelle règle est instaurée à la centrale : tous les employés doivent faire cinq minutes de gymnastique par jour. Homer est affolé et décide de se trouver un handicap pour pouvoir travailler chez lui. Il essaie plusieurs fois de se blesser mais rien ne marche, jusqu'à ce qu'il découvre que s'il pèse plus de 300 livres (140 kilos), il sera considéré comme invalide. Il reçoit le soutien de Bart mais pas celui de Lisa ni de Marge. Il consulte le docteur Julius Hibbert qui refuse de l'aider. Il consulte ensuite Nick Riviera et suit son programme de prise de poids, qui portera ses fruits au bout de quelques jours. Après avoir atteint le poids de 300 livres, Homer peut donc travailler chez lui depuis son ordinateur. Marge essaye de le convaincre de renoncer à sa "décision invraisemblable" mais en vain.
Un jour, Homer décide d'aller se balader et utilise un oiseau pendule pour taper sur le clavier de l'ordinateur durant son absence. Au cinéma, des gens se moquent de lui à cause de son surpoids. Vexé, Homer rentre à la maison bien décidé à travailler dur mais il découvre que son oiseau s'est cassé. Résultat : la centrale nucléaire menace d'exploser à cause de la pression des gaz toxiques qui n'ont pas été évacués. Homer doit se déplacer pour régler le problème. Il y parvient en bouchant lui-même la cuve. Après réflexion, Homer choisit de redevenir mince. Monsieur Burns essaye de l'initier au sport mais voyant qu'Homer est incapable de faire le moindre effort physique à cause de son surpoids, il finit par lui payer une liposuccion.